# Ohio State Buckeyes football
La squadra di football degli Ohio State Buckeyes rappresenta l'Università statale dell'Ohio. I Buckeyes competono nella Football Bowl Subdivision (FBS) della National Collegiate Athletics Association (NCAA) e nella East Division della Big Ten Conference. La rivalità più accesa è quella con i Michigan Wolverines, considerata da ESPN come la rivalità sportiva più sentita di tutti i tempi.
In totale la squadra ha conquistato nove titoli nazionali, l'ultimo dei quali nella stagione 2024.
Gli Ohio State Buckeyes hanno avuto tra le loro file 93 giocatori nominati unanimemente All-America e sette vincitori dell'Heisman Trophy, il massimo per qualsiasi istituto.

## Storia
Il football fu introdotto nell'università da George Cole e Alexander S. Lilley nel 1890. Ohio State rimase indipendente dal 1890 al 1901 prima di universi alla Ohio Athletic Conference (OAC) come membro fondatore nel. I Buckeyes vinsero due titoli di conference mentre erano membri della OAC, poi nel 1912 divennero membri della Big Ten Conference. La loro prima stella fu l'halfback Chic Harley, il primo giocatore dell'istituto a venire premiato unanimemente come All-American nel 1916 e che condusse la squadra ai suoi primi due titoli di conference nel 1916 e nel 1917. Al 1919 risale la prima vittoria su Michigan.
Ohio State vinse il suo primo titolo di campione nazionale nel 1942 sotto la direzione di Paul Brown.
Dopo la Seconda guerra mondiale, Ohio State vide scarso successo sui campi di football con tre diversi allenatori, finché nel 1951 fu assunto Woody Hayes per allenare la squadra. Sotto la sua guida, Ohio State vinse 13 titoli della Big Ten, cinque titoli nazionali (1954, 1957, 1961, 1968 and 1970) e quattro Rose Bowl in otto apparizioni. Dopo l'addio di Hayes nel 1978, Earle Bruce e poi John Cooper portarono alla squadra sette titoli di conference.
Jim Tressel fu assunto come capo-allenatore nel 2001, portando Ohio State al suo settimo titolo nazionale nel 2002 con una vittoria nel Fiesta Bowl. Ohio State vinse sette titoli della Big Ten championships sotto la gestione Tressel e apparve in otto Bowl Championship Series (BCS), vincendone cinque.
Il 28 novembre 2011, il due volte campione nazionale e nativo dell'Ohio Urban Meyer divenne il capo-allenatore. Meyer vinse sempre la division nelle sue prime tre stagioni, stabilendo un record scolastico con 24 vittorie consecutive, a partire da una perfetta stagione da 12-0 nel 2012. Nel 2014 guidò i Buckeyes all'ottavo titolo, battendo in semifinale Alabama e in finale Oregon.

## Titoli nazionali
| Anno             | Allenatore       | Selettore                     | Record | Record Big Ten | Bowl                        |
| ---------------- | ---------------- | ----------------------------- | ------ | -------------- | --------------------------- |
| 1942             | Paul Brown       | AP                            | 9–1    | 6–1            | –                           |
| 1954             | Woody Hayes      | AP                            | 10–0   | 7–0            | V Rose Bowl                 |
| 1957             | Woody Hayes      | FWAA, UPI                     | 9–1    | 7–0            | V Rose Bowl                 |
| 1961             | Woody Hayes      | FWAA                          | 8–0–1  | 6–0            | –                           |
| 1968             | Woody Hayes      | AP, FWAA, NFF, UPI            | 10–0   | 7–0            | V Rose Bowl                 |
| 1970             | Woody Hayes      | NFF                           | 9–1    | 7–0            | P Rose Bowl                 |
| 2002             | Jim Tressel      | BCS, AP, USAT/ESPN, NFF, FWAA | 14–0   | 8–0            | V Fiesta Bowl               |
| 2014             | Urban Meyer      | CFP                           | 14–1   | 8–0            | V CFP National Championship |
| 2024             | Ryan Day         | CFP                           | 14–2   | 7–2            | V CFP National Championship |
| Titoli nazionali | Titoli nazionali | Titoli nazionali              | 9      | 9              | 9                           |

A Ohio State sono stati assegnati dei titoli non riconosciuti dalla NCAA né dall'Università nel: 1933, 1944, 1969, 1973, 1974, 1975, 1998

## Premi individuali

### Heisman Trophy
| Anno                          | Nome                          | Ruolo                     | Classe | Punti |   |
| ----------------------------- | ----------------------------- | ------------------------- | ------ | ----- | - |
| 1944                          | Les Horvath                   | Quarterback/ Running Back | Senior | 412   |   |
| 1950                          | Vic Janowicz                  | Running Back              | Junior | 633   |   |
| 1955                          | Howard "Hopalong" Cassady     | Running Back              | Senior | 2219  |   |
| 1974                          | Archie Griffin                | Running Back              | Junior | 1920  |   |
| 1975                          | Archie Griffin                | Running Back              | Senior | 1800  |   |
| 1995                          | Eddie George                  | Running Back              | Senior | 1460  |   |
| 2006                          | Troy Smith                    | Quarterback               | Senior | 2540  |   |
| Vincitori dell'Heisman Trophy | Vincitori dell'Heisman Trophy | 7                         | 7      | 7     | 7 |

### Numeri ritirati
| Numeri ritirati dagli Ohio State Buckeyes |                           |             |
| N.                                        | Giocatore                 | Ruolo       |
| 22                                        | Les Horvath               | RB, QB      |
| 27                                        | Eddie George              | RB          |
| 31                                        | Vic Janowicz              | HB          |
| 40                                        | Howard "Hopalong" Cassady | HB          |
| 45                                        | Archie Griffin            | RB          |
| 47                                        | Chic Harley               | HB QB, E, K |
| 99                                        | Bill Willis               | DL          |

### Membri della Pro Football Hall of Fame
Dieci membri dei Buckeyes sono stati inseriti nella Pro Football Hall of Fame, il terzo massimo della storia dietro Notre Dame e USC.
- 1967 Paul Brown
- 1973 Jim Parker
- 1974 Lou Groza
- 1975 Dante Lavelli
- 1977 Bill Willis
- 1983 Sid Gillman
- 1983 Paul Warfield
- 2010 Dick LeBeau
- 2013 Cris Carter
- 2016 Orlando Pace